# Waltraud Lehner
Waltraud Lehner (* 1968 in München) ist eine deutsche Opernregisseurin.

## Werdegang
Waltraud Lehner studierte Neuere Deutsche Literaturwissenschaft, Sprach- und Musikwissenschaft in ihrer Heimatstadt, Berlin und London. Nach ihrem Abschluss war sie als Spielleiterin am Theater Heidelberg engagiert, wo sie 1999 mit Giacomo Puccinis Madama Butterfly und Giuseppe Verdis Un ballo in maschera im Jahr 2000 ihre ersten eigenen Inszenierungen vorstellte. 2001 war sie Preisträgerin des Europäischen Opernregiepreises für ein Regiekonzept von Fidelio. 2006 wurde sie für ihre Uraufführung von Juliane Kleines westzeitstory mit dem Preis für Chamber Opera von Music Theatre Now ausgezeichnet und war mehrfach für die Inszenierung des Jahres in der Opernwelt nominiert. Als Regisseurin und Produktionsleiterin war sie 2005 bis 2011 an der Staatsoper Hannover und der Staatsoper Stuttgart engagiert und inszenierte dort Die lustige Witwe, Idomeneo und Eugen Onegin, westzeitstory und Girotondo. Waltraud Lehner war von 2009 bis 2011 als szenische Leiterin für das Opernstudio der Staatsoper Stuttgart verantwortlich, hatte von 2007 bis 2012 einen Lehrauftrag an der Staatlichen Hochschule für Musik und Darstellende Kunst Stuttgart und ist seit 2013 als Professorin für Szenische Leitung an der Hochschule für Musik und Theater München.
Neben der Konzentration auf Ur- und Erstaufführungen wie Juliane Kleins westzeitstory an der Jungen Oper der Staatsoper Stuttgart, Fabio Vacchis Vertonung von Schnitzlers Reigen Girotondo am Kammertheater der Staatstheater Stuttgart und Othmar Schoecks Vom Fischer un syner Fru am Theater Lübeck hat Waltraud Lehner zahlreiche Inszenierungen mit Roman Brogli-Sacher, Manfred Honeck, Marc Soustrot (Dirigent), Tilo Steffens, Stefan Heinrichs, Thilo Reuther, Nikolaus Porz, Kazuko Watanabe (Bühne), Elisabeth Pedross, Petra Strass (Bühne und Kostüme), Katherina Kopp, Werner Pick und Thomas Kaiser (Kostüme) sowie Georg Lendorff (Video) erarbeitet.

## Inszenierungen (Auswahl)
- 1999: Giacomo Puccini Madama Butterfly am Theater Heidelberg
- 2000: Giuseppe Verdi Un ballo in maschera am Theater Heidelberg, EXPO-Projekt 2000 Sachsen-Anhalt In den Stunden des Neumonds, Der Gelbe Raum für die Weltmusiktage in Luxemburg, Wolfgang Amadeus Mozart Die Entführung aus dem Serail für die Schlossfestspiele Wernigerode
- 2001: Giacomo Puccini: Tosca für die Schlossfestspiele Wernigerode
- 2002: Georg Friedrich Händel Hercules im Konzerthaus am Gendarmenmarkt in Berlin, Pjotr Iljitsch Tschaikowski Eugen Onegin für die Schlossfestspiele Wernigerode, Albert Lortzing Zar und Zimmermann am Theater Annaberg, Engelbert Humperdinck Hänsel und Gretel am Theater Trier
- 2003: Giuseppe Verdi Rigoletto im Zeltpalast Merzig
- 2004: Benjamin Britten Albert Herring, Carl Zeller Der Vogelhändler am Theater Annaberg
- 2006: Franz Lehár Die lustige Witwe an der Staatsoper Hannover, Uraufführung der westzeitstory von Juliane Klein an der Jungen Oper der Staatsoper Stuttgart,
- 2007: Uraufführung Deutscher Herbst: 30 Jahre danach – Eine musikalische Reflexion der RAF-Ereignisse an der Staatsoper Stuttgart
- 2008: Pjotr Iljitsch Tschaikowski Eugen Onegin an der Staatsoper Stuttgart, Wolfgang Amadeus Mozart Idomeneo an der Staatsoper Stuttgart, Giacomo Puccini La Bohème am Theater Nordhausen
- 2010: Dmitri Schostakowitsch: NOS – Die Nase am Theater Koblenz
- 2011: Deutsche Erstaufführung von Fabio Vacchis Girotondo im Kammertheater der Staatstheater Stuttgart, Peter Maxwell Davies The Lighthouse und Othmar Schoeck Vom Fischer un syner Fru am Theater Lübeck
- 2012: W.A. Mozart Le nozze di Figaro, Don Giovanni am Wilhelma Theater Stuttgart
- 2014: Camille Saint-Saëns: Samson et Dalila  am Theater Koblenz